# Козикеткенський сільський округ
Козикетке́нський сільський округ (каз. Қозыкеткен ауылдық округі, рос. Козыкеткенский сельский округ) — адміністративна одиниця у складі Успенського району Павлодарської області Казахстану. Адміністративний центр — село Козикеткен.
Населення — 970 осіб (2021; 1185 у 2009, 2048 у 1999, 2707 у 1989).
Станом на 1989 рік існувала Ільїчевська сільська рада (села Ільїчевка, Майкамис, Трав'янка) та Ковалевська сільська рада (села Боярське, Ковалевка). Станом на 1999 рік округ називався Ільїчевським. Село Майкамис було ліквідоване 2000 року. Село Боярськ було ліквідоване 2002 року. 2018 року до складу округу була включена територія ліквідованого Ковалевського сільського округу (село Ковалевка). Тоді ж село Трав'янка було передане до складу Успенського сільського округу.

## Склад
До складу округу входять такі населені пункти:
| Населений пункт  | Старі назви | Населення, осіб (1989) | Населення, осіб (1999) | Населення, осіб (2009) | Населення, осіб (2021) |
| ---------------- | ----------- | ---------------------- | ---------------------- | ---------------------- | ---------------------- |
| Боярськ, село    | Боярське    | 274                    | 192                    | -                      | -                      |
| Ковалевка, село  | -           | 1207                   | 966                    | 538                    | 430                    |
| Козикеткен, село | Ільїчевка   | 1224                   | 888                    | 647                    | 540                    |
| Майкамис, село   | -           | 2                      | 2                      | -                      | -                      |